# Africalpe vagabunda
Africalpe vagabunda är en fjärilsart som beskrevs av Swinhoe 1884. Africalpe vagabunda ingår i släktet Africalpe och familjen nattflyn. Inga underarter finns listade i Catalogue of Life.